# Шекспиру и не снилось (фильм)
«Шекспиру и не снилось» — российская кинокомедия 2007 года с участием актёров, снимавшихся в главных ролях в телесериале «Моя прекрасная няня». Слоганом фильма стали слова «От любви помирает любой!»

## Сюжет
История начинается. Мавродий (Сергей Жигунов) и его возлюбленная Лизон (Анастасия Заворотнюк) больше всего мечтают о свадьбе. К ним подходит их друг Алтын (Борис Смолкин) и сообщает, что хозяйка дома уехала из города на 4 дня, в дом ворвались воры и начали его грабить.
Кучер Грыжа уже два дня ждёт знаменитых артистов императорских театров, чтобы отвезти их на гастроли в Костомару. Хозяйка дома Пелагея Львовна Жбанова (Татьяна Кравченко) действительно никуда не уезжала и находит в своём доме воров и натравливает на них полицию. Кучер Грыжа принимает воров за известных артистов и отвозит беглецов в Костомару.
В кассе театра "Северная Аркадия" работает симпатичная кассирша-мать-одиночка Серафима (Ольга Прокофьева), Егозей Фофанов приходит в театр купить билет на спектакль "Отелло" и хочет жениться. Грыжа привозит воров в Костомару, Игнат Савич предлагает ворам приличную сумму за спектакль.
Настоящих артистов императорских театров: Эраста Пустырнака, Ивана Шумских и Алёну Саврасову принимают за воров и сажают в тюрьму за ограбление дома Пелагеи Львовны Жбановой. Артисты просят полицию отвезти их в Костомару, чтобы доказать свою невиновность.
Серафима пришла к актёрам, чтобы напоить их чаем после дороги, и вдруг на неё обрушивается Мавродий. Гусар Егозей Фофанов попадает в театр, Лизон влюбилась в Егозея Фофанова, из-за этого Мавродий и Лизон очень сильно ссорятся. Серафима собирается заменить Лизон и сыграть в пьесе Дездемону.
Конечно, Мавродий и Лизон нелегко расстаться. Лизон решает вернуться к своему возлюбленному, тем временем на сцене развивается пьеса "Отелло". Мавродий признался Лизон в любви, и они помирились. Егозей вызвал Мавродия на дуэль. Пьеса "Отелло" заканчивается хорошо, и зрителям пьеса понравилась.
Полицейский представляет артистам настоящих артистов, которых приняли за воров. Оказалось, что Пелагею Львовну Жбанову никто не грабил, а она всё это выдумала, и её отправили в психиатрическую больницу.
Игнат Савич приносит артистам деньги за спектакль и контракт, чтобы они стали театральными артистами. В будущем они стали театральными артистами.

## В ролях
- Наталия Фиссон — госпожа Алёна Поликарповна Саврасова, актриса императорских театров.
- Николай Кичёв — господин  Иван Александрович Шумский, актёр императорских театров.
- Игорь Сладкевич — господин Эраст Пантелеевич Пустырнак, актёр императорских театров.
- Татьяна Кравченко — госпожа Пелагея Львовна Жбанова, богатая купчиха.
- Борис Смолкин — Алтын, вор-домушник, мошенник с золотыми зубами.
- Анастасия Заворотнюк — Лизон, воровка-домушница, мошенница, красотка, невеста Мавродия.
- Сергей Жигунов — Мавродий, вор-домушник, грабитель, разбойник, главарь банды воров.
- Ольга Прокофьева — Серафима, кассирша театра, мать-одиночка.
- Юрий Стоянов — Игнат Саввич Метальников, директор театра «Северная Аркадия».
- Гарик Харламов — Егозей Фофанов, гусар-ловелас, был влюблён в Лизон.
- Андрей Мокеев — Грыжа, кучер театра.
- Анжелика Рева — Ульянка, дочь Серафимы.
- София Рева — Фёкла, дочь Серафимы.
- Александр Рыщенков — Дмитрий Семёнович, слуга.
- Александр Кабанов — Сенька-Могила, лесной разбойник.
- Постановщик трюков: Александр Баранов

## Герои фильма
Лизон: воровка-домушница, красотка, мошенница, хитренькая лисичка, может постоять за себя, добивается своего, сильно ревнивая девушка, влюблена в напарника Мавродия, мечтает выйти за него замуж.
Мавродий: вор-домушник, грабитель, разбойник, главарь банды воров, очень высокий, главный в банде, красавец, немного ревнив, влюблён в Лизон, в свою невесту, мечтает на ней жениться.
Алтын: вор-домушник, грабитель, разбойник, трус, плут и мошенник, обманщик, обделен женской любовью и лаской, хитрец, в конце фильма влюбился в Серафиму.
Серафима: кассирша театра «Северная Аркадия», мать-одиночка, одна воспитывает двух дочек-близняшек без отца, который давно бросил её с маленькими дочками.
Егозей Фофанов: гусар-ловелас, служит в полку среди своих друзей-гусаров, бабник, неудачник, хочет давно жениться, сперва хотел на красавице Лизон, но оказалось, она его не любит, а просто его дразнила любовью.
Игнат Саввич: директор театра «Северная Аркадия», богатый и серьёзный мужчина, очень любит свой театр и артистов, считает, что театр — это большая семья, а артисты — это свои дети.
Пелагея Жбанова: богатая купчиха города, злая женщина, серьёзная, очень сильно испугалась ночного ограбления в своём доме, оказалось, это всё она придумала, и её отправили в психиатрическую больницу.
Артисты театров: госпожа Саврасова, господа Шумский и Пустырнак, артисты императорских театров.